# Lissoclinum scopulosum
Lissoclinum scopulosum är en sjöpungsart som beskrevs av Kott 2004. Lissoclinum scopulosum ingår i släktet Lissoclinum och familjen Didemnidae. Inga underarter finns listade i Catalogue of Life.